# Нобору Терада
Нобору Терада(寺田 登, Terada Noboru, Шизуока 25. новембар 1917. — 26. септембар 1986) је био јапански пливач слободним стилом. Највише успеха је имао у дисциплини 1.500 метара слободно.
Учетствовао је на Летњим олимпијским играма 1936. у Берлину и у својој дисциплини 1.500 метара слободно постао олимпијски победник, резултатом 19:37,1, што је за 20 секунди било брже од другопласираног Американца Џек Медика.
Године 1994. примљен је у Међународну кућу славних водених спортова.